# Nikola Jurišić
Baron Nikola Jurišić (maďarsky: Jurisich Miklós; cca 1499 Senj – 1543 Kőszeg) byl chorvatský šlechtic, voják a diplomat. Proslavil se vedením obrany pevnosti Kőszeg, kde se svými 700–800 vojáky čelil mnohonásobně početnější osmanské armádě o síle 120 000–140 000 mužů a zastavil její postup.

## Mládí
Jurišić se narodil v chorvatském Senji.
Poprvé je zmiňován v roce 1522 jako důstojník vojsk Ferdinanda I. Habsburského, která byla rozmístěna v chorvatských pevnostech na obranu proti osmanské invazi pod vedením Sulejmana I., směřující k Vídni. Mezi lety 1522 a 1526 získal rytířský titul.
Po bitvě u Moháče v roce 1526 ho král jmenoval vrchním velitelem vojsk bránících hranice (supremus capitaneus, Veldhauptmann unseres Kriegsfolks wider Turken). Jurišić pak pomohl Ferdinandu Habsburskému stát se chorvatským králem zprostředkováním volby v Cetinu roku 1527. V roce 1530 byl vyslán do Konstantinopole k jednání o míru s Osmany.

## Obléhání Günsu (Kőszegu) v roce 1532
V roce 1532 kapitán Nikola Jurišić bránil malou pohraniční pevnost Kőszeg (v Uherském království) pouze se 700–800 chorvatskými vojáky, bez děl a s omezeným množstvím palných zbraní, a přesto zastavil postup turecké armády čítající 120 000–140 000 mužů směrem na Vídeň.

## Pozdější život
Po bitvě u Gorjani v roce 1537 byl opět jmenován supremus capitaneus Slavonie a Dolních Rakous. V roce 1540 zastával úřad kapitána Kraňska.
Poslední roky života strávil jako tajný rádce u dvora ve Vídni. Jurišić zemřel v oblasti Kőszegu v dnešním Maďarsku.